# Centrale géothermique de Bouillante
La centrale géothermique de Bouillante est une centrale électrique géothermique de Guadeloupe située dans la commune de Bouillante à l'ouest de Basse-Terre à 15 km linéaires du volcan de la Soufrière. Première centrale géothermique productrice d’électricité en France, elle est exploitée par l'entreprise Géothermie–Bouillante, filiale du groupe américain Ormat Technologies (en) qui l'achète au Bureau de recherches géologiques et minières (BRGM) et à Électricité de France (EDF) en 2016.

## Historique

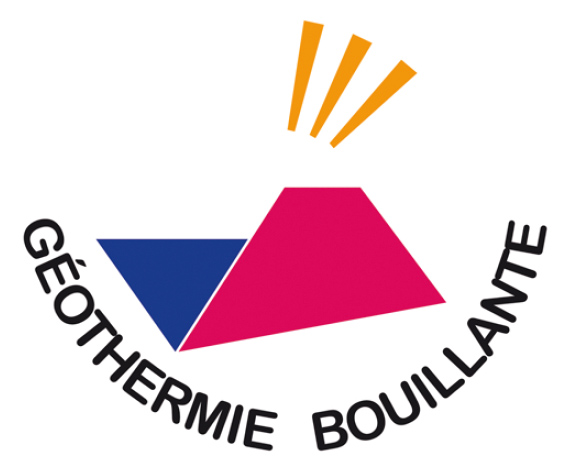
Logo de la centrale

La commune est connue pour ses sources chaudes. Leur exploitation débute dans les années 1960 par la réalisation de sondages et des forages d'exploration sous l'égide du Bureau de recherches géologiques et minières (BRGM). Quatre forages profonds suivent à la fin des années 1960, réalisés par la société Eurafrep. Un seul d'entre eux, de 800 m de profondeur, derrière le nouveau cimetière, à hauteur de Fontaines-bouillantes, permet une extraction de fluide géothermal en quantité et qualité suffisante pour alimenter une turbine. Sa température de vapeur est de 228 °C mais il se tarit progressivement. Inutilisable, il est abandonné et rebouché à la fin de l'année 1969. Le 4 janvier 1970, un forage est fait dans l'ancien marécage où se trouve l'actuelle centrale, les vapeurs continuant à s'infiltrer à travers la pouzzolane utilisée pour le combler. Il donne immédiatement 30 tonnes de vapeur pour 120 tonnes d'eau à l'heure. Un séparateur est installé le 2 novembre 1970. Une étude démontre alors la rentabilité du site. Sa profondeur est de 338,5 m et la température de la vapeur de 242°C. En juin 1970, un troisième forage est effectué près de la mer. Il atteint 450 m de profondeur pour une température de 240°C. Mais, bouché régulièrement par une zone de sable volcanique, il oblige à l'installation de crépines. En 1974, il atteint une profondeur de 845 m pour une température de 220°C.
En 1977, un quatrième forage atteint 1 200 m pour une température de 232°C. Peu après, 2 500 m de profondeur sont atteints pour une température de 250°C. Quinze tonnes de vapeur sont alors produites avec un débit de 55 tonnes d'eau à l'heure.
D'autres forages sont entrepris sur l'ensemble du site et un projet de plateforme, au lieu-dit Vannier, au-dessus du cimetière ancien, est abandonné en raison de la pente jugée trop forte.
C'est sur cette base que l’unité de production Bouillante 1 d’une capacité de 5 MW est décidée en 1984. Elle est mise en service en 1986 par EDF qui arrête la production à la suite de problèmes techniques en 1993. Le projet est relancé par le groupe BRGM en 1995, à travers l'entreprise Géothermie–Bouillante, une filiale du BRGM (97,8 %) et d'EDF (2,2 %).
En 2000, des forages exploratoires sont entrepris pour développer la centrale et exploiter au mieux le réservoir disponible. Quatre forages sont alors réalisés entre 2000 et 2001 dont trois se révèleront aptes à la production. Entre 2002 et 2004, une nouvelle unité de surface est construite et sa mise en service est opérée début 2005: la deuxième unité de production, Bouillante 2, porte la puissance totale à 15 MW, ce qui représente environ 3% du parc électrique installé de l’île.
La société américaine Ormat Technologies (en) signe en décembre 2015 un protocole d'accord pour le rachat au BRGM de 85 % de la société d'exploitation de la centrale géothermique de Bouillante; le document fixant les modalités du rachat est signé fin février 2016. Ormat prend la direction en détenant tout d'abord 80 %, puis 85 % des parts au bout de deux ans, grâce au rachat des parts d'EDF et à une augmentation de capital. Ormat est un des leaders mondiaux du secteur, qui fournit de l'énergie géothermique dans 23 pays. Il est prévu alors qu'à l'horizon 2023, la puissance installée est appelée à tripler avec 45 MW.

## Principes

### Champ géothermique de Bouillante
La hausse de la température liée à l’augmentation de la profondeur est appelée « gradient géothermal ». Celui-ci augmente en moyenne de 3,3 °C par 100 m. Mais le gradient géothermal peut être beaucoup plus élevé dans certaines configurations géologiques, telles que les zones de volcanisme actif. C’est le cas en Guadeloupe où l’activité volcanique récente (moins de 1 million d’années) est génératrice de chaleur en profondeur – température très élevées (250 °C) à des profondeurs relativement faibles d'environ 350 m – qui permet de réchauffer l’eau à haute température, utilisable pour la production d’électricité.
|                                                      |  |                                                |
| Modèle simplifié du champ géothermique de Bouillante |  | Étapes du processus géothermique à Bouillante. |

## Géothermie Bouillante: chiffres clés
La capacité de production électrique brute installée en 2008 est de 15 MWe répartis entre Bouillante 1 (4 MWe) et Bouillante 2 (11 MWe).
Cela correspond à une contribution significative à l’autonomie énergétique de la Guadeloupe. La géothermie à Bouillante représente une production électrique délivrée en 2008 sur le réseau EDF de 89,3 GWh (95 GWh en 2007) – soit 7 700 TEP (tonnes d'équivalent pétrole) ou l'équivalent de la consommation annuelle de 20 000 foyers guadeloupéens – soit une part d'environ 5 % de la production électrique de la Guadeloupe en 2016.
En 2023, la production annuelle atteint 110 GWh, permettant de porter entre 6 et 7% la part des apports de la centrale dans les besoins en électricité de l'archipel.
La part de la production électrique de Bouillante dans la production mondiale d’électricité à partir de la géothermie est de 1 %.

### Besoins en vapeur des deux turbines

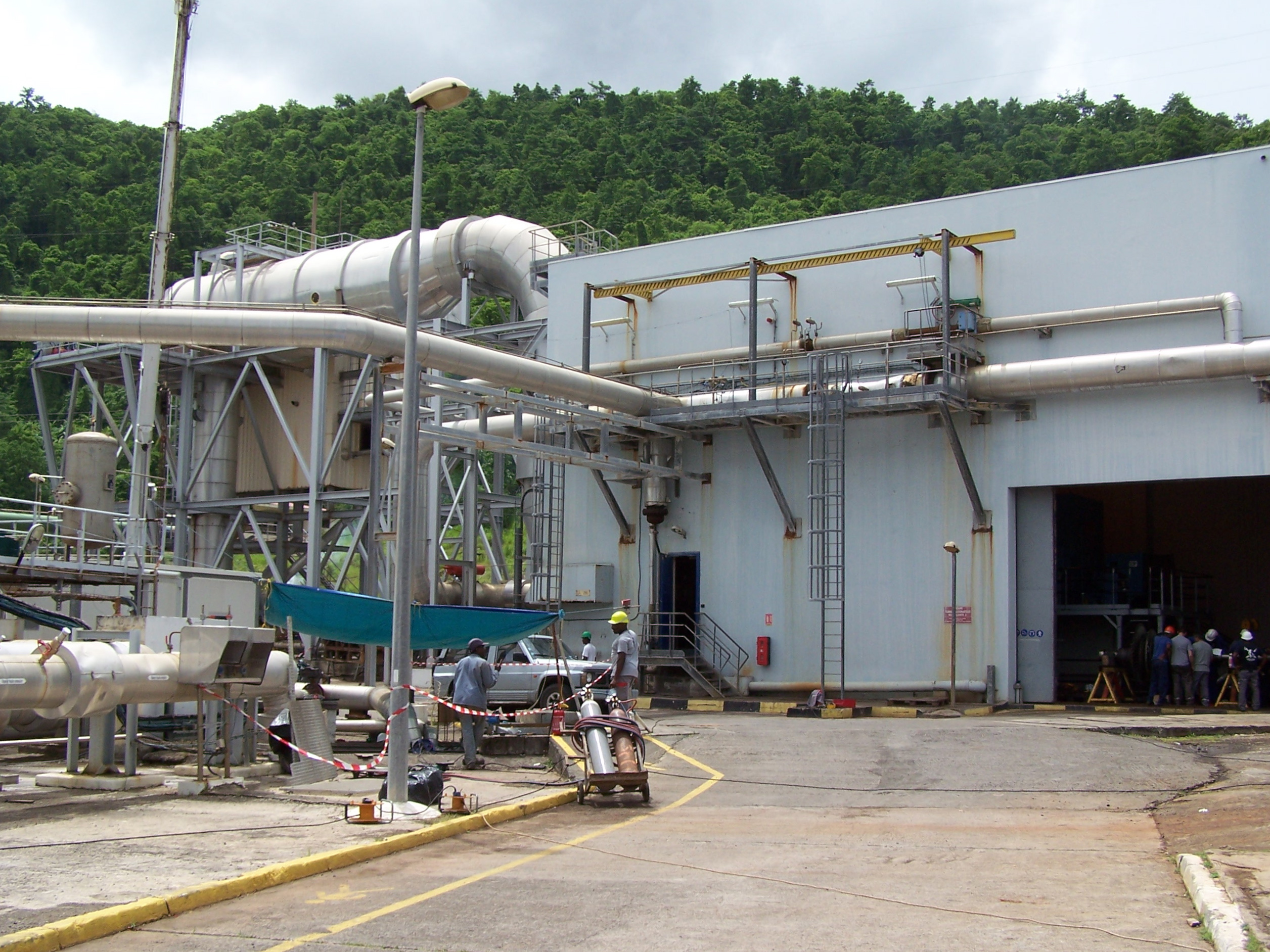
Unité 2 de production

| Bouillante 1 | 5 MW bruts  | 33 t/h de vapeur HP (6 bars-a) + 12 t/h de vapeur BP (1,2 bar-a) |
| Bouillante 2 | 11 MW bruts | 89 t/h de vapeur HP (6 bars-a)                                   |
| Total        | 16 MW bruts | 122 t/h de vapeur HP (6 bars-a)                                  |

### Débits de production des trois puits producteurs BO-4, BO-5 et BO-6

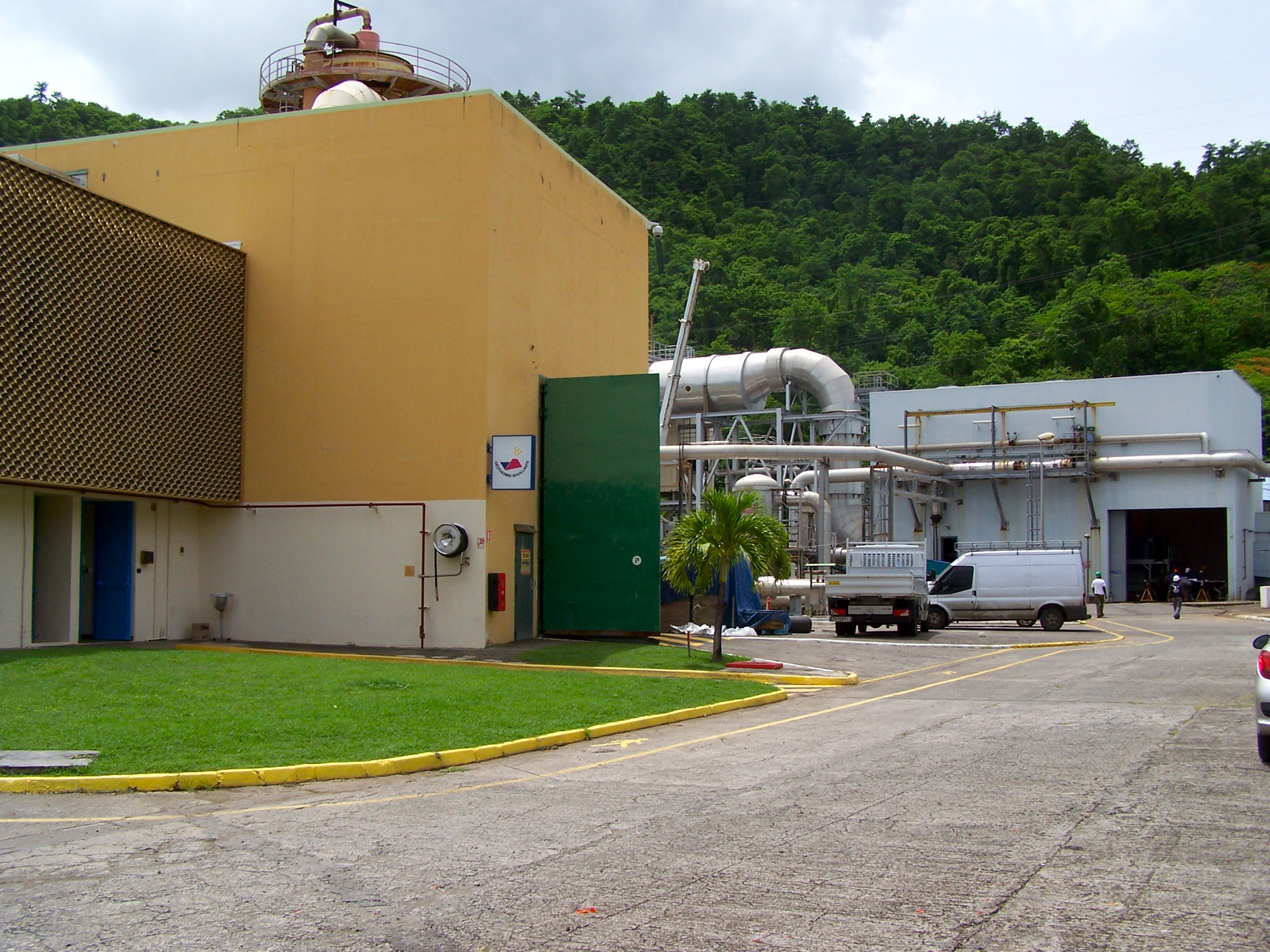
Entrée de la centrale et les deux unités

Les trois puits producteurs de Bouillante utilisent 122 t/h de vapeur HP ainsi que 455 t/h d’eau séparée soit 576 t/h de fluide total. Le débit cumulé de fluide annuel en 2005 est de 4,3 millions de tonnes. Le réservoir de Bouillante se régénère naturellement (grâce aux infiltrations d’eau de mer et d’eau de pluie) à hauteur de 4,9 millions de tonnes par an environ.

## Environnement

### Une énergie rentable dans les îles volcaniques
En 2006 la société exploitante de la géothermie à Bouillante a obtenu une réévaluation des tarifs d'achat pour couvrir ses frais de production. Le prix de l’électricité résultant, payé par EDF, reste cependant trois fois inférieur au coût de production d’une installation thermique classique fonctionnant en base dans la même zone. C'est pour cette raison que le comité de régulation de l’électricité a statué en 2010 pour soutenir davantage le prix de rachat de l'électricité à travers la Contribution au service public de l'électricité et un abaissement du taux de disponibilité pour le calcul du malus.

### Une énergie renouvelable
La géothermie ne participe pas à la dégradation du climat et elle ne nécessite pas de transport ni de stockage de substances polluantes ou dangereuses. 80 % de l’électricité de la Guadeloupe provient de la combustion des énergies  fossiles (charbon, pétrole). Les énergies fossiles émettent énormément de gaz à effet de serre, cause essentielle du réchauffement climatique. Leur coût de revient (extraction, transport, stockage) est également plus élevé pour la collectivité que l’exploitation de la ressource géothermale. En revanche les rejets de sulfure d’hydrogène sont une vraie nuisance pour les riverains et un danger comparable à celui des algues vertes
Ainsi cette énergie à production régulière et disponible en permanence, et non tributaire des conditions climatiques comme le sont l’énergie solaire ou l’énergie éolienne, représente une ressource inépuisable à l’échelle humaine à condition de gérer les réserves disponibles car les forages ont tendance à se refroidir dans le temps. Le taux de disponibilité moyen des centrales géothermiques à travers le monde est de 90 %.

### Réinjection
Si la réinjection de l’eau géothermale (eau séparée de la vapeur) est bénéfique pour protéger l’environnement, elle permet aussi de garantir la pérennité de la ressource, en rechargeant le niveau piézométrique du réservoir. La réinjection partielle de l'eau séparée dans le réservoir de Bouillante permet de le sécuriser et de retrouver un débit d'exploitation des puits suffisant pour permettre l’exploitation de l'unité Bouillante 1 sur un moyen terme. Cette unité a été arrêtée entre juillet 2008 et août 2009 en raison de la baisse de pression dans le réservoir. Le principal bénéfice de la réinjection est un retour à une capacité de production électrique de la centrale optimal. Cette capacité de production est évaluée à environ 2 à 2,5 MW nets pour l’unité 1, soit une production annuelle de 15 à 20 GWh.
En septembre 2021, les unités 1 et 2 sont à nouveau suspendues par arrêté préfectoral pour des problèmes de « gestion durable et sécuritaire du réservoir géothermique et notamment la maîtrise du risque d’ébullition » en raison de « l’absence de suivi de plusieurs paramètres physiques et environnementaux, ainsi que l’arrêt de la réinjection au sein du réservoir depuis février 2020 ».

### Nuisances
En février 2010, la préfecture de Basse-Terre suspend les activités d'exploitation de l'usine en raison de l'apparition d'une cavité importante présentant «des risques induits de nature à porter atteinte à la sécurité des personnes et des biens».

## Projets de développement de la géothermie en Guadeloupe
Les besoins en électricité de la Guadeloupe sont en constante augmentation avec une demande de 100 MWe supplémentaires en 2012[réf. nécessaire]. C’est dans cette perspective que de nombreux projets sont mis en place pour répondre à cette nouvelle demande par le biais d’une énergie propre, la géothermie[pas clair].

### Bouillante 3

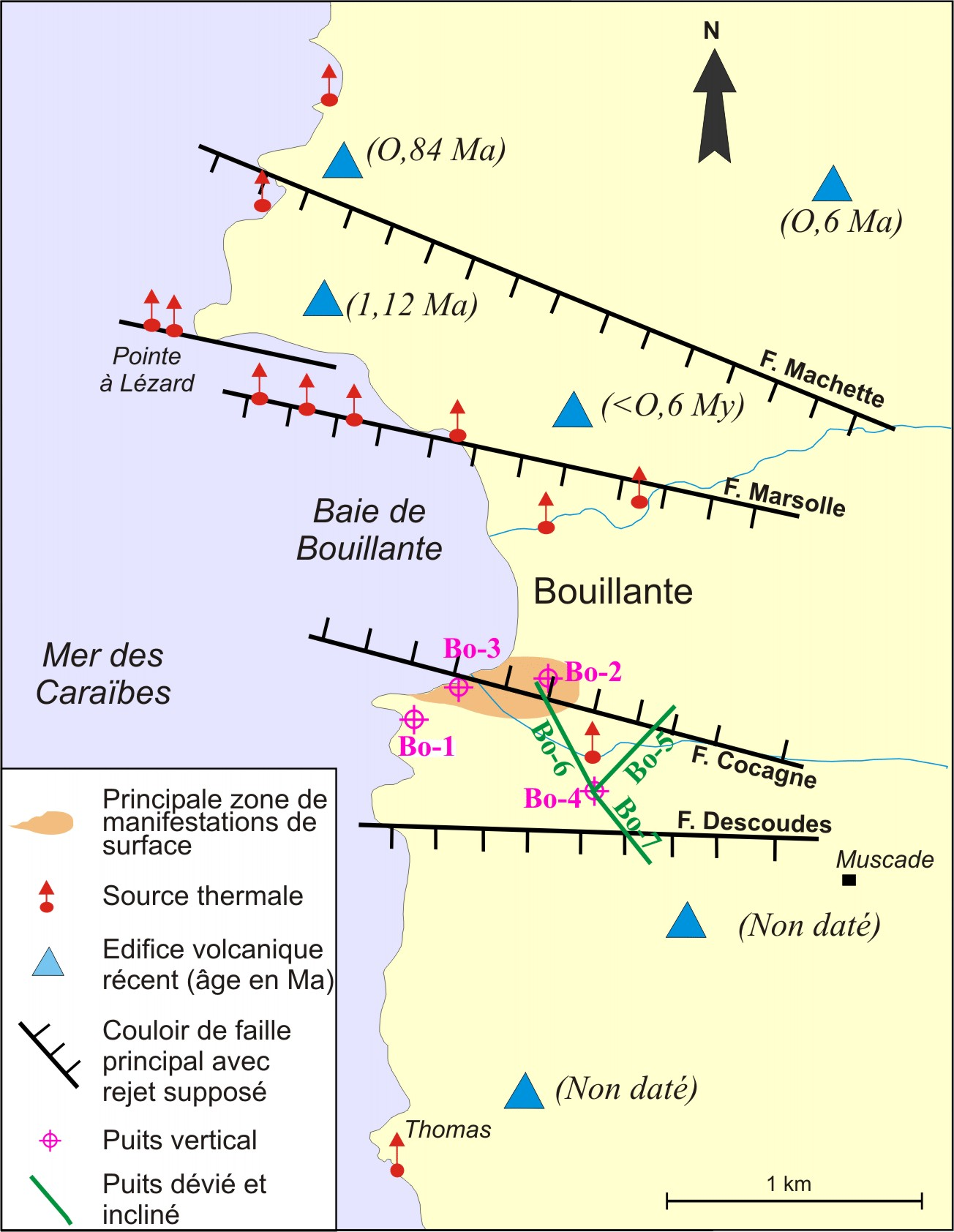
Les projets de la centrale

Le projet Bouillante 3 permettrait l’exploitation des potentialités offertes par l’extension du réservoir en bordure nord de la Baie de Bouillante, estimées[Par qui ?] à plusieurs dizaines de MWe.

Une prochaine phase de forages d’exploration est en préparation et devrait confirmer ce potentiel et commencer la phase de développement avec la construction possible d’une nouvelle unité de production[évasif].
Zone retenue
Les différentes études[Par qui ?] sur le potentiel de Bouillante ont montré que la zone la plus favorable pour ce nouveau projet se situe au nord de la baie de Bouillante : les nombreuses sources thermales (notamment en mer) en sont les signes extérieurs[réf. nécessaire].